# Anna Stang
Anna Stang (18 de maio de 1834 - 23 de dezembro de 1901), nascida Anna Sophie Margrethe Holmsen, foi uma feminista norueguesa, política liberal e a segunda presidente da Associação Norueguesa pelos Direitos das Mulheres, servindo de 1885 a 1886. Stang também dirigiu uma escola particular em Kongsvinger durante 17 anos. Ela foi casada com o primeiro-ministro norueguês Jacob Stang e, portanto, foi tratada pelo resto da sua vida como "Senhora Primeira-Ministra" (em norueguês:  Statsministerinde). Ela foi a mãe do Ministro da Defesa Georg Stang.
1. ↑  Aslaug Moksnes. Likestilling eller særstilling? Norsk kvinnesaksforening 1884-1913, Gyldendal Norsk Forlag, 1984, ISBN 82-05-15356-6